# AGCO A/S
AGCO A/S, tidligere Dronningborg Industries a/s og Dronningborg Maskinfabrik, er en dansk producent af mejetærskere. Virksomheden, der blev grundlagt i 1894, har siden 1997 været ejet af amerikanske AGCO. I 2011 var omsætningen på 27,6 mio. kr. og antallet af ansatte var under 40.
Det oprindelige navn refererer til forstaden Dronningborg i Randers. Oprindeligt fremstilledes rensemaskiner til landbruget og senere tærskeværker, men fra 1958 begyndte man at producere mejetærskere. Siden 1984 har virksomheden produceret mejetærskere for engelske Massey Ferguson. Efter en økonomisk krise i 1991 og efterfølgende betalingsstandsning overtog Massey Ferguson en del af virksomheden, der ved samme lejlighed fik navnet Dronningborg Industries. Massey Fergusons indtræden i ejerkredsen betød samtidig, at virksomheden ikke længere producerede mejetærskere under navnet Dronningborg. AGCO, der i dag ejer Massey Ferguson, købte i 1997 virksomheden og egenproduktionen blev nedlagt. I dag samles maskinerne blot i Dronningborg – delene produceres af underleverandører i ind- og udland. 
| 40 år gammel Dronningborg D3000 i aktion september 2023 |  | 40 år gammel Dronningborg D3000 i aktion september 2023 |
| 40 år gammel Dronningborg D3000 i aktion september 2023 |  |                                                         |

- Dronningborg tærskeværk i Gram Slots samling
- Dronningborg D200 siderive